# Con Rồng cháu Tiên
Con Rồng cháu Tiên là một truyền thuyết Việt Nam nói về xuất thân của người Việt. Trong cách gọi này, Rồng chỉ Lạc Long Quân và  Tiên chỉ Âu Cơ. Người Việt Nam tự gọi mình là Con Rồng cháu Tiên hay dòng giống rồng tiên tức nhận mình là dòng dõi của Lạc Long Quân và Âu Cơ. Đây là tên gọi thường dùng trong thơ ca Việt Nam với hàm ý kêu gọi sự đoàn kết giữa các dân tộc trên đất nước Việt Nam. Ngoài ra, người Việt Nam cũng gọi nhau là đồng bào với nghĩa tương tự.
Theo truyền thuyết Con Rồng cháu Tiên, vua Lạc Long Quân thuộc dòng dõi Rồng lấy nàng Tiên Âu Cơ Lạc Long Quân và Âu Cơ đều là những vị thần cao quý sinh ra một bọc có trăm trứng, nở ra trăm người con. Một hôm, Lạc Long Quân cảm thấy mình không thể sống mãi trên cạn được, đành từ biệt Âu Cơ dẫn năm mươi con xuống biển, nàng đưa năm mươi con lên núi. Người con trưởng theo Âu Cơ được tôn làm vua, lấy hiệu là Hùng Vương đóng đô ở Phong Châu, đặt tên nước là Văn Lang. Mười mấy đời truyền nối vua đều lấy hiệu là Hùng Vương. Bởi sự tích này mà người Việt Nam khi nhắc đến nguồn gốc của mình thường xưng là con Rồng cháu Tiên. Bộ sách sử cổ Đại Việt sử ký toàn thư của Việt Nam cũng chép về huyền thoại tương tự, nhưng bỏ bớt yếu tố trăm trứng trong bọc, mà chỉ nói đến Âu Cơ và Lạc Long Quân sinh ra trăm người con.

## Dị bản
Câu chuyện con Rồng cháu Tiên trong Đại Việt sử ký toàn thư của Ngô Sĩ Liên và các sử thần khác khẳng định rằng Lạc Long Quân có tên húy là Sùng Lãm, con trai của Kinh Dương Vương. Ông lấy con gái của Đế Lai là Âu Cơ, khai sinh tộc Bách Việt.